# Crazy Cars 3
Crazy Cars 3 o Crazy Cars III, in seguito pubblicato come Lamborghini American Challenge, è un videogioco di corse automobilistiche pubblicato da Titus Software nel 1992 per Amiga, Amstrad CPC, Atari ST, Commodore 64 e MS-DOS. Nel 1993-1994 uscì la versione Lamborghini American Challenge con licenza ufficiale Lamborghini, migliorata con l'aggiunta del multigiocatore, per Amiga, Amiga CD32, Game Boy, MS-DOS e Super Nintendo.
Il gioco consiste in gare clandestine su strade pubbliche con prospettiva tridimensionale in terza persona. 
Dopo Crazy Cars II, è il terzo titolo della serie di Crazy Cars e l'ultimo della trilogia originale, decisamente più complesso dei precedenti. Ci fu un riavvio vent'anni dopo con Crazy Cars: Hit the Road.

## Modalità di gioco
Il giocatore partecipa alle Saturday Night Races, un torneo simile alla Cannonball Run. Si gareggia a bordo di una Lamborghini Diablo, in gare clandestine negli Stati Uniti, in città come Boston, Houston e San Francisco.
Le corse selezionabili sono mostrate su una cartina degli USA, dalla quale è possibile per ogni gara consultare informazioni su montepremi, concorrenti che parteciperanno, clima, ecc.
Si sceglie un personaggio e si compete tra 20 piloti aventi proprie caratteristiche. Il torneo è costituito da quattro divisioni sempre più difficili e partendo dalla più bassa bisogna scalare la classifica punti e guadagnare denaro con cui finanziarsi, fino a ottenere la promozione alla divisione successiva vincendo una specifica gara inter-divisione.
Per ogni gara bisogna pagare una quota di iscrizione, proporzionale alla difficoltà del tragitto e al premio in palio per i concorrenti che si piazzano ai primi tre posti. Per tentare di aumentare i guadagni, prima di ogni gara vengono proposte anche scommesse: ogni pilota partecipante può scommettere su sé stesso una quota al rilancio.
In gara la propria auto è inquadrata da dietro, con prospettiva tridimensionale e la strada che si estende verso l'orizzonte. I comandi sono sterzo, accelerazione, frenata e cambio marcia (se manuale). L'aspetto del paesaggio è a tema con il luogo della gara. Il percorso ha curve, ostacoli ai lati della strada, e saliscendi che se presi in velocità possono far saltare l'auto. Possono esserci gare anche in notturna o con particolari condizioni climatiche.
I percorsi sono frequentati da altre auto di normali guidatori anonimi che viaggiano nello stesso verso, oltre ai concorrenti, le cui auto sono riconoscibili. Nelle versioni per piattaforme più potenti, la gara speciale per la promozione di divisione avviene su strade a doppio senso di marcia, trafficate da camion.
Gli scontri producono gradualmente danni al veicolo, indicati da una barra, e ne riducono le prestazioni se sono elevati. Dopo la gara sono possibili riparazioni a pagamento.
A volte bisogna vedersela con la polizia stradale; quando si superano i limiti di velocità e si viene scoperti, è possibile dover pagare multe o anche essere arrestati. La polizia può avere autovelox o auto di pattuglia; se si è inseguiti da queste ci si può fermare spontaneamente, abbandonando la corsa e pagando solo la multa, o cercare di seminarle, ma se si viene fermati da loro si viene imprigionati e si deve pagare una forte multa per uscire.
Prima di ogni corsa è possibile fare acquisti per potenziare l'auto. Le opzioni disponibili dipendono dalla divisione, in particolare è sempre presente il turbo boost ricaricabile, che si consuma a comando per dare temporaneamente supervelocità e supercontrollabilità all'auto. Tra gli altri potenziamenti ci sono ad esempio pneumatici da neve, motori più potenti, radar per l'individuazione della polizia, cambio manuale o automatico a maggior numero di marce, occhiali per la visione notturna.
Il gioco termina con la sconfitta in caso di esaurimento del denaro per pagare i debiti.
È possibile il salvataggio della partita, che nelle versioni per console è sostituito da un sistema di password.
Nella versione Lamborghini American Challenge, esclusa la versione Game Boy, è supportata la modalità a due giocatori in contemporanea. I due competono nello stesso torneo e possono decidere di volta in volta se partecipare alla stessa gara o a gare diverse. Nel primo caso gareggiano in simultanea, con lo schermo diviso in orizzontale. 
Lamborghini American Challenge per console Super Nintendo può essere giocato anche con mouse o con pistola ottica Super Scope, purché guidando solo con cambio automatico. Nel caso della pistola ottica, il gioco diventa anche uno sparatutto dove si possono distruggere le auto avversarie. Ci sono tre modalità: guida automatica e il giocatore controlla l'arma; guida manuale e la mira della Scope viene usata per dirigere l'auto; a due giocatori in cooperazione, uno guida e l'altro controlla l'arma con la Scope.

## Accoglienza
Crazy Cars 3/Lamborghini American Challenge ricevette di solito recensioni positive dalla critica dei suoi tempi, soprattutto per quanto riguarda le versioni Amiga e Atari ST, per le quali si riportano medie dei voti intorno a 80%.
Secondo la rivista K (voto Amiga 90%), Crazy Cars 3 prendeva spunto dai successi di quell'anno Lotus 2 e Jaguar XJ220, e forse non è al loro livello come simulazione di guida, con piccoli cali qualitativi sui dettagli; ma al di là della pura simulazione è un gioco con più contorno, dotato di maggior completezza e longevità. Anche The Games Machine (Amiga 82%) lo confrontò con gli stessi due concorrenti, non ritenendolo al loro livello, ma apprezzandone molto comunque tecnica e innovazione.
L'entusiasmo della critica fu un po' minore per le altre versioni, ma in particolare le medie sono leggermente negative per quelle Commodore 64 e MS-DOS.
La versione C64 ottenne comunque un buon 85% da Zzap!, ma era un caso insolito; Commodore Gazette all'opposto lo considerò molto mal realizzato e uno dei peggiori titoli di quegli ultimi anni.
Secondo K la versione DOS, comunque giudicata bene dalla rivista, era meno riuscita di quella Amiga, pur avendo le stesse caratteristiche, per via della peggiore fluidità di scorrimento.
Secondo la Titus Software, fino almeno al 1998 Lamborghini American Challenge per le console Super Nintendo e Game Boy era il suo secondo gioco più venduto, con oltre 290 000 copie, superato solo da Automobili Lamborghini.